# São Miguel do Aleixo
São Miguel do Aleixo este un oraș în Sergipe (SE), Brazilia.